# Чапаев (филм)
Чапаев (на руски: Чапаев) е черно-бял филм от 1934 г., режисиран от Братя Василеви. 

## Сюжет
Внимание:  Текстът по-долу разкрива сюжета на произведението (или части от него)!
Филмът се фокусира върху дивизия на Червената армия, командвана от Василий Чапаев в борбата им срещу войските на Бялата гвардия, командвана от полковник Бороздин. Комисар на име Фурманов е делегиран в дивизията от Москва и въпреки че първоначално не се разбира с Чапаев, постепенно той се доказва, като разрешава конфликт, който възниква, когато хората на Чапаев крадат от местни селяни. Двамата стават добри приятели.
С помощта на адютанта на Чапаев, Петка и картечницата Анка (които развиват любовен интерес по време на филма) и с разузнаване, предоставено от избягалия помощник на Бороздин, Петрович Потапов дивизията успява да отблъсне атака от войските на Бялата армия.  
Висшите служители в Москва преназначават Фурманов в друга дивизия на Червената армия и ситуацията скоро се влошава. Под прикритието на тъмнината Бороздин и хората му атакуват щаба на Чапаев. Въпреки техните героични усилия, Петка и Чапаев са убити. Техните жертви са отмъстени, тъй като Анка предупреждава останалата част от дивизията и контраатака се показва като успешна в последните кадри на филма.

## В ролите
| Актьор            | Роля                                                 |
| ----------------- | ---------------------------------------------------- |
| Борис Бабочкин    | Василий Иванович Чапаев, началник на дивизия         |
| Борис Блинов      | Дмитрий Андреевич Фурманов, комисар                  |
| Варвара Мясникова | Анка, картечарка                                     |
| Леонид Кмит       | Петка, ординарец на Чапаев                           |
| Иларион Певцов    | Сергей Николаевич Бороздин, белогвардийски полковник |
| Степан Шкурат     | Петрович Потапов, казак, прислужник на Бороздин      |
| Вячеслав Волков   | командир на бригада Елан                             |
| Николай Симонов   | командир на взвод Жихарев                            |

## Награди
- 1935 – Първа награда „Сребърен бокал“ (Серебряный кубок) на 1-ви Московски международен кинофестивал.
- 1935 – Награда за най-добър чуждоезичен филм на Националния съвет на кинокритиците в САЩ (National Board of Review).
- 1937 – Гран при на Световното изложение в Париж.
- 1941 – Сталинска награда I степен. Лауреати на наградата: Г. Василев, С. Василев, Б. Бабочкин.
- 1946 – Бронзов медал на кинофестивала във Венеция.
- 1961 – Златен медал на третата прожекция на филми в Лидо дели Естенси, посветена на „Борбата на народите за свобода и независимост“ в чест на 100-годишнината от обединението на Италия.